# Жоржино
Жо́ржино (рос. Жоржино) — село в Тосненському районі Ленінградської області, Росія.